# Elena Arellano Chamorro
Elena Arellano Chamorro (Granada, 3 de noviembre de 1836 - 11 de octubre de 1911), más conocida como Mamá Elena Arellano, fue una bienhechora nicaragüense destacada en la ciudad de Granada, considerada como modelo de abnegación y educación.

## Biografía
Nació en Granada, el 3 de noviembre de 1836. Es hija de Narciso Arellano del Castillo, quien se desempeñaba como primer ministro de Nicaragua. En 1842 a la muerte de su padre hizo votos de castidad y pobreza. Como fruto de esos votos recibía en su casa a todos los pobres que se acercaban pidiendo su ayuda. Tenía gran personalidad y belleza física. Como parte de su apostolado fundó la Casa de Huérfanas de Artes y Oficios, a este centro atendía a viudas, jóvenes acechadas por su belleza, prostitutas. Para 1872 funda en su casa de habitación una escuela para señoritas, donde recibían como mínimo la educación elemental. 
En 1888 viajó a Europa donde se entrevistó con el papa León XIII, asistió al entierro de Don Bosco y se entrevistó con Francisca Javier Cabrini. Para 1892 la ciudad de Granada fue afectada por la alfombría (Viruela negra) y Mamá Elena se dio a la tarea de ayudar a curar a los enfermos en los “Lazaretos” dispuestos en la ciudad.

### Sus fundaciones
En 1891 fundó el Colegio La Inmaculada, ese mismo año arribó a Nicaragua Francisca Javier Cabrini con ocho profesas dedicadas a educar en el instituto fundado por Mamá Elena. El 20 de agosto de 1894, el general José Santos Zelaya expulsó de Nicaragua a las religiosas Salesas Misioneras del Sagrado Corazón de Jesús, Mamá Elena viajó con ellas. Al regreso de Mamá Elena a Nicaragua en 1895, fundó el Colegio San Luis Gonzaga, siendo su director el pedagogo Porfirio Pasos; este colegio era especial para la educación de la juventud masculina. En 1903 gestionó la llegada de las Oblatas del Sagrado Corazón, religiosas que fueron las encargadas del Colegio Nuestra Señora de Guadalupe (Colegio Francés). En marzo de 1912, comenzó el funcionamiento del Colegio San Juan Bosco que se encargaba de los religiosos Salesianos, los religiosos salesianos que se encargaron de esa institución educativa fueron los padres José Misieri y José Dini, el estudiante Jorge Müller y el hermano Esteban Tosini.

## Fallecimiento
Falleció en Granada, el 11 de octubre de 1911 a los 74 años de edad y sus restos fueron sepultados en la capilla María Auxiliadora del Colegio Salesiano de Granada.

## Proceso de Beatificación
El proceso de beatificación de Elena Arellano fue aperturado en 1952 por Mons. Carlos de la Trinidad Borge y Castrillo, obispo auxiliar de Granada. En 1953 la Santa Sede nombra a Mons. Borge como obispo auxiliar de Managua. Como parte de su traslado, Mons. llevó consigo los papeles correspondientes al proceso de beatificación de la Sierva de Dios. En 1961 circuló en Granada una hoja suelta conmemorando el cincuentenario y promoviendo dicho proceso. Mons. Borge se retiró de su cargo de obispo auxiliar en 1968. El 23 de diciembre de 1972 un violento terremoto sacude Managua y a raíz de esto se han perdido varios documentos eclesiásticos, incluyendo los referentes al proceso. Al año siguiente falleció Mons. Borge. Desde entonces es muy desconocido que dicho proceso existió y por el momento ninguna de las diócesis lo está avanzando.

## Reconocimientos
- Calle "Elena Arellano" en su ciudad natal Granada.

- Escuela "Elena Arellano" en el barrio Las Camelias de su ciudad natal.

- Declarada "Hija Dilecta" su ciudad natal Granada.

- Doña Elena Arellano. Secreto de una vida, UCA Publicaciones 1974, escrito por Manuel Ignacio Perezalonso, S.J.

- Incluida en la trilogía de mujeres cuyos perfiles grabados dan nombre a la "Medalla de la Mujer Herrera / Arellano / Toledo" que honra a las mujeres nicaragüenses que se hubiesen destacado por su actuación al servicio de la Patria o de la Comunidad, así como a los hombres que promuevan y honren la dignidad femenina y apoyen las gestiones que las mujeres realizan por ser reconocidas como sujetos y personas con derecho a trato justo en igualdad de condiciones y oportunidades de participación.